# Pochonbo Electronic Ensemble
Pochonbo Electronic Ensemble (Conjunto Eletrônico de Pochonbo) foi um grupo de orquestra da República Democrática Popular da Coreia (Coreia do Norte). É famosa por suas performances de revolucionário e canções tradicionais coreanas. Pochonbo têm sido relatada para ser um dos grupos mais populares do país, embora outros críticos têm questionado o que significa para um grupo a ser popular em um país onde a única música legalmente disponível vem sido ditada pelo estado. 
O grupo levou o nome de Batalha de Poch'ŏnbo em 4 de julho de 1937, quando uma unidade de guerrilha sob a liderança de Kim Il-sung atacou a força de ocupação japonesa na Poch'ŏnbo.
O Pochonbo Electronic Ensemble pode ser ouvida nas rádios RPDC. Tal como acontece com outros grupos norte-coreanos, suas gravações são emitidas por um organismo governamental. Eles lançaram mais de 150 CDs a partir de 2007.

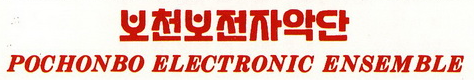
Logo do Conjunto Eletrônico de Pochonbo

## Cantoras
- Jon Hye Yong (全惠英,전혜영)
- Ri Kyong Suk (李京淑,리경숙)
- Joe Keum Hwa (趙錦花,조금화)
- Kim Kwang Suk (金光淑,김광숙)
- Kim Min Hee (李粉姫,리분희)